# November 2005
Dit artikel geeft een chronologisch overzicht van alle belangrijke gebeurtenissen per dag in de maand november van het jaar 2005.

## Gebeurtenissen

### 1 november
- Met de Hubble-ruimtetelescoop zijn twee nieuwe manen van Pluto ontdekt.

### 2 november
- In Thailand wordt de Amsterdamse crimineel John Mieremet vermoord, en in Amsterdam vastgoedhandelaar Kees Houtman.

### 5 november
- Het Nederlands Forensisch Instituut in Rijswijk concludeert dat de schade toegebracht aan het raam van minister Rita Verdonk niet door een vuurwapen veroorzaakt werd.

### 8 november
- Na elf dagen van rellen in Frankrijk kondigt president Jacques Chirac de noodtoestand af.

### 9 november
- Bij drie bomaanslagen in hotels in Amman vallen 57 doden.
- In de Azerbeidzjaanse hoofdstad Bakoe demonstreren duizenden mensen tegen president Alijev.
- De Europese ruimtesonde Venus Express wordt gelanceerd.

### 10 november
- Oud-wethouder Rob Oudkerk maakt bekend niet terug te keren in de Amsterdamse politiek.
- Crimineel George van Kleef wordt doodgeschoten.

### 11 november
- CDU/CSU en SPD zijn het eens geworden over een regeerakkoord.

### 12 november
- Nijmegen wordt tijdens de Sinterklaas-intocht opgeschrikt door een bommelding. Later bleek het verdachte pakket een schoen van een goochelaar te zijn.

### 14 november
- Marco Pastors stapt op als wethouder van Rotterdam.
- Venezuela roept zijn ambassadeur in Mexico terug, nadat de Mexicaanse president Fox excuses eiste voor Hugo Chávez' opmerking dat Fox een "schoothondje van de V.S." is.
- Willem-Alexander opent een congres in Marokko over duurzaam watergebruik.
- In Leeuwarden wordt bij de voorbereidingen van Domino Day in de sporthal een huismus in opdracht van de omroep SBS6 doodgeschoten. Het vogeltje had 26 000 dominostenen omgegooid.

### 15 november
- In Nijmegen wordt Louis Sévèke, een 41-jarige politiek activist, doodgeschoten.
- Schildpad Harriet wordt 175 jaar, en is daarmee hoogstwaarschijnlijk het oudste levende dier ter wereld.
- Hissène Habré, voormalig dictator van Tsjaad, wordt in Senegal gearresteerd.
- De noodtoestand in Frankrijk wordt met drie maanden verlengd.

### 17 november
- Vier Nederlanders zijn als bondscoach aanwezig op het Wereldkampioenschap voetbal 2006: Leo Beenhakker (Trinidad en Tobago), Marco van Basten (Nederland), Dick Advocaat (Zuid-Korea) en Guus Hiddink (Australië).

### 18 november
- Première van de film Harry Potter and the Goblet of Fire, het vierde deel van de Harry Potter-reeks.

### 19 november
- Op het Indonesische eiland Sumatra vindt een aardbeving plaats met een kracht van 6,5 op de schaal van Richter.

### 20 november
- Op de Nederlandse Antillen valt het kabinet onder leiding van Etienne Ys.
- De Processen van Neurenberg worden 60 jaar na dato herdacht.

### 22 november
- Angela Merkel wordt de eerste vrouwelijke bondskanselier van Duitsland.
- De vermoorde politiek activist Louis Sévèke wordt begraven op de Begraafplaats Daalseweg.

### 24 november
- De EU-landbouwministers bereiken een akkoord tot verlaging van de suikerprijs met 36% over een periode van vier jaar, te beginnen in 2006.
- Als gevolg van een explosie bereikt met benzeen vervuild water de Chinese miljoenenstad Harbin, waardoor daar nauwelijks drinkwater beschikbaar is.

### 25 november
- Hevige storm en zware sneeuwval teisteren West-Europa. Door extreem slecht weer de op een na langste filedag ooit in Nederland. Totale lengte: ongeveer 900 km, verdeeld over 72 files. Door het weer ook storingen in het elektriciteitsnet en veel openbaar vervoer rijdt niet meer.

### 26 november
- Turner Yuri van Gelder wordt in Melbourne wereldkampioen op het onderdeel ringen.
- De Wit-Russische Ksenia Sitnik wint in Hasselt (België) het Junior Eurovisiesongfestival 2005 met drie punten voorsprong op Spanje. Nederland eindigt als zevende, België als tiende.
- De Japanse ruimtesonde Hayabusa (valk) landt op de planetoïde Itokawa en verzamelt daar waarschijnlijk materiaal van de planetoïde. De sonde werd in 2007 terug verwacht op de Aarde met het brokstuk, maar dat werd door technische problemen 2010.

### 28 november
- Het bestuur van GroenLinks wil dat Eerste Kamerlid Sam Pormes geroyeerd wordt. Hij zou gelogen hebben over deelname aan een trainingskamp voor terroristen in Jemen in de jaren '70.

### 29 november
- David di Tommaso, een 26-jarige Franse verdediger bij FC Utrecht, overlijdt in zijn slaap.

<< · januari · februari · maart · april · mei · juni · juli · augustus · september · oktober · november · december · >>